# Turchia ai XIV Giochi olimpici invernali
La Turchia partecipò ai XIV Giochi olimpici invernali, svoltisi a Sarajevo, Jugoslavia, dall'8 al 19 febbraio 1984, con una delegazione di 7 atleti impegnati in due discipline.